# Ramón Villeda Morales International Airport
Ramón Villeda Morales International Airport är en flygplats i Honduras.   Den ligger i departementet Departamento de Cortés, i den västra delen av landet, 170 km nordväst om huvudstaden Tegucigalpa. Ramón Villeda Morales International Airport ligger 27 meter över havet.
Terrängen runt Ramón Villeda Morales International Airport är varierad. Runt Ramón Villeda Morales International Airport är det ganska tätbefolkat, med 104 invånare per kvadratkilometer. Närmaste större samhälle är San Pedro Sula, 12,3 km nordväst om Ramón Villeda Morales International Airport. 